# 조용필
조용필 (趙容弼, 1950년 3월 21일 ~ )은 대한민국의 가수이다. 본관은 임천이다. 1969년 미8군 무대에서 활동을 시작했고, 1975년 《돌아와요 부산항에》로 정식 데뷔했다. 수 많은 히트곡과 한국 내 최대 콘서트 인원 동원 기록, 예술의 전당 7년 연속 공연 기록을 가지고 있다.

## 학력
- 1963년 송산국민학교 (졸업)
- 1966년 경동중학교 (졸업) (1972년 2월 29일 폐교)
- 1969년 경동고등학교 (졸업)

## 생애

### 젊은 시절
조용필은 1950년 3월 21일, 경기도 화성군(현 화성시) 송산면 쌍정리에서 태어났다. 본관은 임천이다. 1969년에 경동고등학교를 25회로 졸업하고 컨트리 웨스턴 그룹 애트킨즈의 리더이자 기타리스트로 활동하다가 1969년에 '화이브 핑거스'를 결성하여 미 8군 무대에 데뷔하였다. 1971년, 김대환, 조용필, 최이철을 주축으로 결성된 3인조 음악 그룹 김트리오로 본격적인 락 음악 활동을 시작하였다. 1972년, '드럼! 드럼! 드럼! 앰프키타 고고!'라는 연주앨범을 발매하였고, 수록곡 "Lead Me On"이 선데이 서울컵 팝그룹 콘테스트 최우수상을 수상했다. 이후 '여학생을 위한 뮤지칼 사랑의 일기'라는 앨범에 "님이여", "사랑의 자장가", "케사라", "하얀 모래의 꿈" 등을 녹음하게 되는데 이게 사실상 조용필의 노래가 들어간 첫 앨범이다. 이때 KBS 라디오 드라마 주제곡 "돌아오지 않는 강"도 녹음했다.
1972년 "그룹 25시"를 결성해서 활동했고, 1973년 방위병으로 소집되어 해안경비병으로 복무했다. 복무기간 중에도 퇴근 후 음악 활동을 계속하면서 1974년 경 '조용필과 그림자'라는 그룹을 결성하게 되었다. 26세가 되던 1975년에 솔로로 전향하여 발표한 트로트 음악, 〈돌아와요 부산항에〉가 공전의 히트를 기록한 후 처음으로 명성을 얻기 시작했다. 당시 재일교포 고국방문과 맞물려 발표된 이 노래는 부산에서부터 인기가 시작되어 전국적으로 퍼졌고, 조용필의 이름이 본격적으로 알려진 계기가 되었다.

### 1979년, 가요계 공식 데뷔
그러나 1977년 대마초 파동에 휘말려 공백기를 갖게 되고, 해금 조치 이후 지구레코드와의 전속으로 1979년에 현재의 그룹 '위대한 탄생'을 결성하고 공식적으로 가요계에 데뷔하여 정규 1집 음반 수록곡 〈창밖의 여자〉를 발표했다. 이 곡이 수록된 조용필의 정규 1집 음반은 대한민국 최초로 100만장 이상 팔린(밀리언 셀러) 단일 음반이다. 이후 내놓는 앨범마다 히트하면서 1980년대 최고의 히트 가수가 된다.
일선 학교에서 음악 교사들로부터 교육적이라는 평가를 받아서 고교들을 순회하며 선생님들과 전교생 앞에서 단독 공연을 계속한다. 그러던 어느 날 공연에서는 공연 도중에 교사들이 있음에도 불구하고 일부 여학생들이 입고 있던 팬티를 무대로 던지는 상황이 있었고 이 사건 이후로 학교 초청 공연들은 중단되게 된다. 조용필 밴드는 공연마다 밴드의 악기들도 모두 큰 트럭에 싣고 다닌다고 유명하였다. 거기에 덧붙여 조용필 밴드의 구성원이 되면 좋은 점으로 밴드 구성원이면 조용필에게 필요한 악기를 이야기할 때마다 언제나 그 즉시 조용필이 구입해줘서, 고가의 유명 악기이더라도 거리낌없이 직항편도 없어 중간 기착지인 일본과 하와이를 거쳐야 하는 먼 미국 본토로부터 곧바로 공수받아 쓸 수 있는 부분이 있다고 음악계에 알려졌었다.

### 1986년~1988년, 일본 진출, “모나리자”와 “서울 서울 서울”
조용필은 락 음악과 발라드 음악, 트로트 음악 또는 〈강원도 아리랑〉처럼 한국 민요를 리메이크하는 등 대한민국의 대중음악 거의 모든 장르를 소화해 내며 다양한 연령층을 확보하였다. 또한 조용필은 대한민국 가요계에서 오빠부대로 불리는 젊은 여성 팬층을 이끌고 다니기도 했으며 조용필 등장 이전에 대한민국의 최고 인기 가수로 호평을 받던 남진과 나훈아의 뒤를 이어 대한민국 가요계를 주름잡았다. 하지만 1985년 조폭 출신 김 모씨로부터 폭행에 휘말리기까지 했다. 경찰은 조씨에 대한 폭행사건에 대해 수사를 펼치기로 했으며 보디가드를 5명으로 늘리기로 하였다. 홀로 대한민국 가요사의 한 획을 긋기 시작하던 조용필은 1986년에 일본에 진출하여 발매한 앨범 〈추억의 미아 1〉이 100만장이상 판매하는 대성과를 거두어 그 해 골든디스크상을 수상하였다. 대한민국에서는 모든 장르를 섭렵한 가수로 통하지만 일본에서는 조용필을 엔카의 황제로 부른다. 1988년에는 10집 음반을 발표했는데 그 음반의 수록곡 〈서울 서울 서울〉,〈모나리자〉가 대박을 터뜨리면서 여러 가수와 경쟁을 하였다. 이 중 〈서울 서울 서울〉은 1988년 서울올림픽 폐막 때 방송에서 전파되면서부터 인기를 얻었는데 조용필은 당시 인터뷰 때 올림픽이 끝나면 우리 사회가 우울해 질 것이라고 생각해서 만들게 되었다고 밝혔다.
1980년대 후반에는 김동건 아나운서에게 '조용필군'이라고 호명되며 미스코리아 선발대회를 몇 회에 걸쳐서 거의 고정 출현하였다. 축하곡을 부르기도 하였으나 드레스를 입은 무대 뒤쪽 계단 위에 여성들 중에서 미스코리아 진선미(眞善美) 최종 후보에게만 손을 내밀고 1명씩 계단 아래 무대로 에스코트하는 역할을 수행하였다.

### 1993년~1994년, 교통사고 그리고 음반 판매량 1천만장 돌파, 결혼과 재혼
1993년 12월 1일 오전 1시 50분 인근 술집에서 문화일보 기자 권모 기자와 함께 술을 마신뒤 서울 강남구 역삼동 대동은행 앞길에서 음주 상태에서 밴츠 승용차를 몰고가다가 빗길에 미끄러져 교통사고를 당했다. 이에 서초경찰서는 무면허 음주운전 혐의로 불구속 입건했다.
조용필은 1994년에 대한민국 최초로 음반 판매량 1000만장을 기록했다. 일본에서의 앨범판매량 역시 공식적으로 600만장이 넘어 한류의 시초로 평가받는다. 그리고 한국과 일본에서 오가며 활동을 해오고 있고 지금까지 총 18장의 정규 앨범을 발표하였으며 가장 최근의 앨범은 2003년에 발매한 18집 《OVER THE RAINBOW》(비정규앨범은 2009년에 발매한 《2008년 조용필 40주년 콘서트 기념 앨범 "THE HISTORY 킬리만자로의 표범"》)이다. 조용필 이후로 가요의 음반 판매량이 외국 음반 판매량을 넘어서게 되었다. 데뷔 이래 현재까지 조용필의 히트곡은 다른 가수들 보다 더 많다고 알려져 있다. 1983년에 미술교사 박지숙과 결혼하였으나 5년만에 이혼하였고 1994년 재미교포 성공한 사업가 안진현과 63빌딩에서 세기의 결혼식을 하였다. 하지만 결혼 9년차 2003년, 급성 심근경색으로 심장병에 걸려 투병 중이던 부인을 잃는 슬픔을 겪었다.

### 2013년, 10년 만에 발매된 앨범 “Hello”
2011년까지 조용필과 위대한 탄생 전국 투어 콘서트를 마치고 2012년에는 약 10년 만에 정규 19집 앨범을 제작하는데 매진했으며, 드디어 2013년 4월 23일 발매 예정이었던 정규 19집 앨범 "Hello"의 수록곡 중 하나인 "Bounce"를 4월 16일에 먼저 선공개했다. 음원이 선공개되면서 각종 음원 차트에서 1위를 하는 등 다시 한 번 조용필의 귀환을 알렸으며, 일주일 뒤인 4월 23일에는 타이틀 곡인 "Hello"와 나머지 8곡을 모두 공개하였다. 공개 후 각종 음원 차트 1위를 했을 뿐 아니라 당일 오프라인 발매를 시작한 음반 판매도 아침 시간부터 조용필의 정규 19집 앨범을 구매하기 위해 조용필 팬들 뿐 아니라 10, 20대들까지 모두 1천 여명의 팬들이 음반 매장 앞에서 줄을 서는 등 침체된 음반 시장에서 좀처럼 보기 힘든 진풍경이 연출되기도 하였다. 이는 2009년 서태지 이후로 4년 만에 일이다. 당일 오후 8시에는 데뷔 이후 갖는 첫 쇼케이스가 열리기도 했다. 이후 선공개되었던 "Bounce"는 빌보드 K-Pop 차트에서 1위를 차지 하였으며, 4월 26일 방송된 뮤직뱅크에서 5위에 올라서는 등 다시 한 번 그의 저력을 과시하였다. 일주일 뒤 5월 3일에는 23년만에 지상파 가요순위 프로그램 정상에 올라서게 되었고, 11월 22일에 개최된 엠넷 아시안 뮤직 어워드에서 3개 부문 대상에 속하는 올해의 노래상을 수상하였다. 그리고 12월 20일 방송된 뮤직뱅크에서 2013 연말결산 차트 1위를 차지하였다.

## 음반 외 활동

### 방송 출연
| 방송사 / 프로그램 | 연도   |
| --- | ------ |
| - KBS 신인무대 - KBS 새별무대 | 1972년 |
| - MBC 인기가요 20 - MBC 토요일 토요일밤에 - MBC 이밤을 즐겁게 | 1977년 |
| - MBC 가는해 오는해 | 1980년 |
| - KBS 특선 조용필쇼 - MBC 쇼 코리아나 - KBS 조용필 비치스페셜 - KBS 81 톱가수 히트송 - KBS 81 방송음악대상 | 1981년 |
| - KBS 쇼쇼쇼 - KBS 가요톱10 - MBC 12시에 만납시다 - KBS 젊음의 행진 - MBC 표준FM 여성살롱 임국희에요 - 여름특집 - MBC 쇼2000 - 조용필 스페셜 - MBC 일요일밤의 대행진 - KBS 100분쇼 - MBC 창사특집 가수왕 퍼레이드 | 1982년 |
| - MBC 새해 어린이 큰잔치 - KBS 쇼쇼쇼 - 900회 특집 - KBS 조용필의 독립기념관 착공 전야제 - KBS 83가요청백전 - KBS 83젊음의 축제 - MBC 쇼2000 - 100회특집 - MBC 83서울국제가요제 - MBC 여름을 보람있게 - 스타의 여름 - MBC 영11 - 조용필스페셜 - MBC 83MBC 강변가요제 - MBC 폭소대작전 - 100특집 - MBC 미스영 인터내쇼날 - MBC 쇼 2000 - 광주 공연                                                            | 1983년 |
| - MBC 우리우리 설날은 - KBS 84 축구슈퍼리그 전야축제 - KBS 84 아시아 청소년 농구대회 전야축제 - KBS 조용필 일본공연 스페셜 - MBC 텔리비안나이트 - MBC 송년특집 쇼 스타 24시 | 1984년 |
| - KBS 85음악 올스타 신춘대축제 - MBC 그날이여 그 노래여 - MBC 쇼2000 - 조용필콘서트 - KBS 가요톱10 - 상반기결산 - KBS 가요무대 - KBS 가족오락관 - KBS 가요톱10 - 85연말총결산 | 1985년 |
| - KBS 가요무대 - 온고지신 - MBC 토요일 토요일은 즐거워 - KBS 캐럴 베스트10 | 1986년 |
| - MBC 민속의날특집 - 새봄이 오네 - KBS 가요무대 - 해외특집 리비아 편 | 1987년 |
| - KBS 가요무대 - 미주 공연 - KBS 가요톱10 - 무역센터 개관기념 특집 - KBS 88서울올림픽 경축전야대축전 - 손에 손잡고 - KBS 88서울올림픽 프레올림픽쇼 - KBS 아듀88 조용필콘서트 | 1988년 |
| - KBS 조용필의 89아시아 효에이드 | 1989년 |
| - KBS 가요무대 - 산과 바다의 노래 - KBS 가요무대 - 계절의 문턱에서 - KBS 쇼 토요특급 - 부산 시민의 날 특집 - KBS 가요무대 - 첫눈 내리던 밤 - KBS 해피FM 연예가산책 - 조용필특집 | 1990년 |
| - KBS 출발 대전엑스포93 - MBC 파란마음 하얀마음 - MBC FM4U 조용필과 함께 - KBS 전원집합 토요대행진 - 제1회 경남산업평화상 특집 - KBS 남북한 유엔 동시가입 경축공연 - KBS 전원집합 토요대행진 - 91 조용필의 꿈 - KBS 해피FM 라디오 연예 스포츠 - KBS 여의도 공개홀* - KBS 전원집합 토요대행진 - 91가요계 총정리 - MBC 일밤 - 일요스타쇼 - MBC MBC 창사30주년 특집 여러분과 함께 30년 MBC - SBS-TV 개국 축하쇼 | 1991년 |
| - MBC FM4U 조용필의 나이트쇼 - KBS 전원집합 토요대행진 - 조용필 어제 오늘그리고 - KBS 밤으로 가는 쇼 - KBS 쿨 FM FM매거진 - 조용필의 가요계 20년 결산 편 - MBC 표준FM 싱글벙글쇼 | 1992년 |
| - KBS 쿨 FM FM인기가요 - 조용필 데뷔 25주년 특집 - KBS 쿨 FM 오미희의 가요산책 - 가요 50년사 - KBS 노영심의 작은음악회 - KBS 밤으로 가는 쇼 | 1993년 |
| - KBS 94 한국방문의 해 특집 조용필 해변콘서트 - KBS KBS 빅쇼 - 조용필 인생45 - MBC 김한길과 사람들 | 1994년 |
| - SBS 한 미 합동 갈라쇼 - KBS 조용필의 사랑의 콘서트 | 1995년 |
| - KBS KBS 빅쇼 - KBS 이소라의 프로포즈 | 1997년 |
| - KBS 이소라의 프로포즈 - 데뷔 30주년 특집 - MBC MBC 가요콘서트 - 조용필스페셜 - KBS 스타스페셜 나의 노래 | 1998년 |
| - 2002년 KBS 스타평전 조용필 | 2002년 |
| - KBS 행복채널 - MBC 즐거운 문화읽기 - 음악인생 35년 조용필이 만들어낸 것들 - SBS 조용필 데뷔 35주년 콘서트 THE HISTORY | 2003년 |
| - MBC 제1회 대한민국 음악축제 - 나는 조용필이다 | 2004년 |
| - SBS 광복 60주년 특별기획 조용필 평양 2005 - SBS SBS스페셜 조용필,평양에서 부르는 꿈의 아리랑 | 2005년 |
| - KBS 여유만만 - 데뷔 40주년 조용필의 모든것 - MBC 생방송 오늘아침 - 무대는 내운명 가왕 조용필 | 2008년 |
| - MBC 나는 가수다-조용필 스페셜 | 2011년 |
| - KBS 뮤직뱅크 - KBS 생생정보통 - 연예시대 - KBS 세대공감 토요일 - 스타플러스 - SBS SBS 스페셜 - 대한민국 가수, 조용필 - KBS여유만만 - 역대 연예,가요,연기대상 수상자들 그후 | 2013년 |

### 영화
| 연도   | 영화 제목                      |
| ------ | ------------------------------ |
| 1981년 | - 《그 사랑 한이 되어》 주인공 |

### 광고(CF)
| 연도            | 유통사 / 품명                                                                             |
| --------------- | ----------------------------------------------------------------------------------------- |
| 1981년          | - 하이트진로 크라운맥주                                                                   |
| 1983년          | - 롯데제과 두리스바 - 롯데제과 꼬깔콘 - 롯데제과 롯데껌 쥬시후레쉬                        |
| 1984년          | - 롯데제과 초코콘                                                                         |
| 1985년          | - LG전자 85년 송년대잔치 - LG전자 카세트 - LG전자 하이테크 스테레오 - LG전자 하이파이 VTR |
| 1986년          | - LG전자 서울아시안게임 축하대잔치 - LG전자 미라클                                        |
| 1987년 ~ 1989년 | - 일화 맥콜                                                                               |
| 2021년          | - 현대자동차 쏘나타센슈어스 (노래)                                                        |

## 사건

### 대마초 흡연 논란, 돌연 은퇴선언
1977년 5월 6일, 조용필은 2년 전에 대마초 흡연이 적발되어 10만 원의 벌금형을 받았으나 1977년 3월부터 대마초 사건이 불거지면서 "더이상 사회에 물의를 일으키지 않겠다"며 돌연 은퇴선언하였다. 그는 자숙기간을 가지고 1978년 2월 14일에 한국연예인협회의 무대출연허용으로 가요계에 복귀하였다.

### 무면허 음주운전, 교통사고
1993년 12월 1일, 오전1시 50분쯤에 서울특별시 강남구 역삼동에서 벤츠승용차를 운전하던중 중앙분리대에 설치되어 있던 지하철 환풍구에 충돌하여 중상을 입고 세브란스 병원에 입원하였다. 당시 수사경찰은 조용필이 무면허 상태였다는 점과 인근 술집에서 술을 마시고 운전했다는 점을 비롯하여 조용필이 음주운전을 했다고 진술하였다.

### 빼앗긴 저작권, 네티즌들의 서명운동
2013년 4월 18일 신대철이 조용필의 대해 알려지지 않은 안타까운 사연을 자신의 페이스북을 통해 전했다. 지난 2000년에 조용필은 지구레코드사에 주요 작품의 저작권을 모두 빼앗긴 사실이 밝혀졌으며 1986년 지구레코드사 대표가 조용필과 음반 계약을 하면서 '창밖의여자', '고추잠자리'등 조용필의 31곡에 대해 '저작권일부양도' 계약을 슬쩍 끼워 넣었던 사실이 알려졌다. 당시 저작권에 대해 인식이 부족했던 조용필은 그 계약이 무슨 의미인줄 전혀 모르는 상황이었고, 결국 31곡에 대한 복제 배포권과 유무형복제권은 지구레코드사 대표에게 넘어가게 되었다. 저작권이 넘어간 31곡에는 창밖의 여자, 단발머리, 촛불, 일편단심 민들레야, 물망초, 고추잠자리, 못찾겠다 꾀꼬리, 비련, 나는 너 좋아, 황진이, 그대여, 미지의 세계, 아시아의 불꽃, 여행을 떠나요 등 조용필의 대표곡들 대부분이 포함되어 있다. 그 사실을 알게 된 조용필은 상황 파악 후 법적 대응에 나섰지만 대법원까지 가는 공방 끝에 2004년 패소하면서 결국 빼앗긴 저작권을 되찾아오지 못했다. 이후로도 조용필은 자신이 작사 작곡한 곡을 녹음하거나 공연 실황을 음반으로 판매할 때마다 지구레코드사 대표에게 저작권료를 지불해야하는 일을 반복하고 있다. 신대철이 페이스북을 통해 알려진 글은 조용필의 신곡 발표와 함께 순식간에 퍼져 SNS를 달구고 있다. 이 사실을 알게 된 네티즌들은 자발적으로 온라인을 통한 서명운동을 펼치기도 했다. 해당 서명운동은 하루만에 3천 8백여 명이 참여할 정도로 네티즌들의 서명운동은 뜨거웠으며, 이듬 해 2014년 2월 11일, 27년만에 해당 31곡 저작권을 모두 되찾게 되었다는 소식이 전해졌다.

## 평가
현재 대한민국 가요계의 살아있는 역사, 전설, 가왕 (歌王), 국민가수 등으로 불리며 한국 대중 음악을 크게 발전시킨 인물로 평가받는다. 2011년 4월의 인터뷰에서 '가왕', '국민가수'와 같은 별칭을 별로 마음에 들어하지 않고, 그냥 '조용필'이라는 이름 석 자 그대로 불리기를 원한다고 한다.
다양한 곡들을 직접 작곡하고(작사는 드문 편) 다른 작곡가에게 받은 곡일지라도 대부분의 곡을 밴드 위대한 탄생과 함께 편곡하였으며 앨범 프로듀싱까지 하여 대한민국 가요계에 싱어송라이터라는 개념을 확립시켰다. 현재는 자신의 단독 콘서트 활동을 통해 각종 진귀한 기록들을 낳고 있으며 한국의 콘서트 문화를 정착시킨 인물로도 평가받고 있다.
1980년대 오빠부대라는 용어를 만들어낸 가수이다. 1980년대 뉴스에서 조용필을 따라다니는 오빠 부대 열성팬에 대한 보도를 내보냈다. 사실상 마지막 미8군 출신 히트가수이다. 장르 분화가 강해지고 언더그라운드, 인디 개념이 나타나기 전에 바닥부터 올라온 마지막 가수이자 전국구 방송이 아닌 지역 기반으로 전국구 스타가 된 마지막 가수이다. 세션의 연장선상에 있는 개념이었던 개인밴드를 영미권의 밴드의 개념으로 바꾸는데 일조하기도 했다.

## 저서
- 바람이 전하는 말 (1985년)